# Цькування мавпи

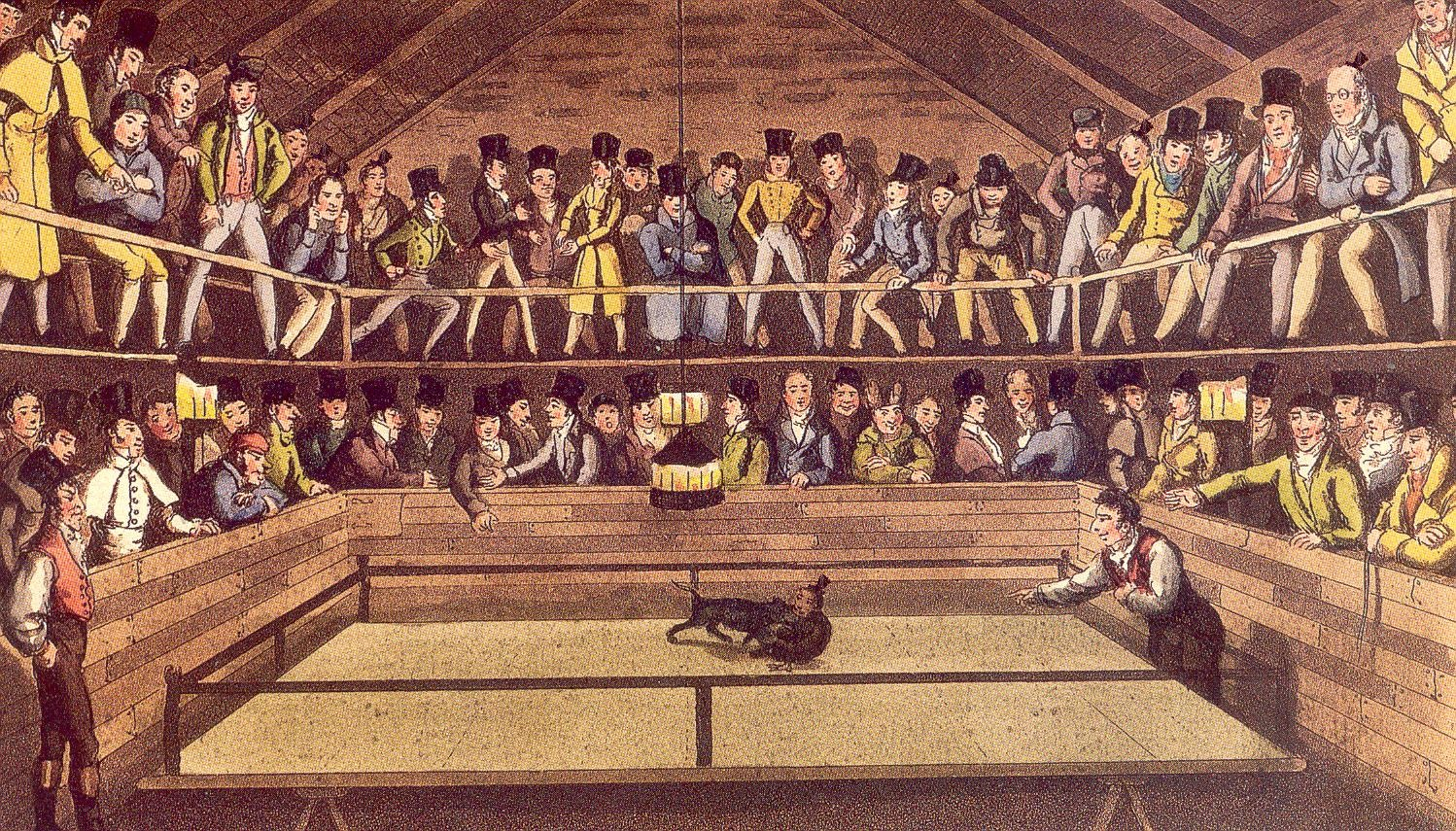
Вестмінстерська яма: протистояння між собакою та мавпою, що б'ється, Джакко Макакко
Генрі Томас Алкен
Ілюстрація, 1822

Накльовування мавпи (англ. Monkey-baiting) — кривавий вид спорту, який передбачає цькування собак на мавпу.

## Фон
Англійці завжди прагнули чогось нового, щоб кинути виклик своїм бійцівським собакам. Це призводило до незвичайних поєдинків, іноді з дуже несподіваними результатами. Саме таким поєдинком став матч «Собака проти мавпи».
Мавпи-гладіатори виявилися грізним супротивником для собачого воїна; власники і дресирувальники бійцівських собак часто недооцінювали здібності мавп. Інтелект, спритність, нестандартний стиль ведення бою та азартність мавп виявилися непереборними для багатьох собачих супротивників.

## Джек

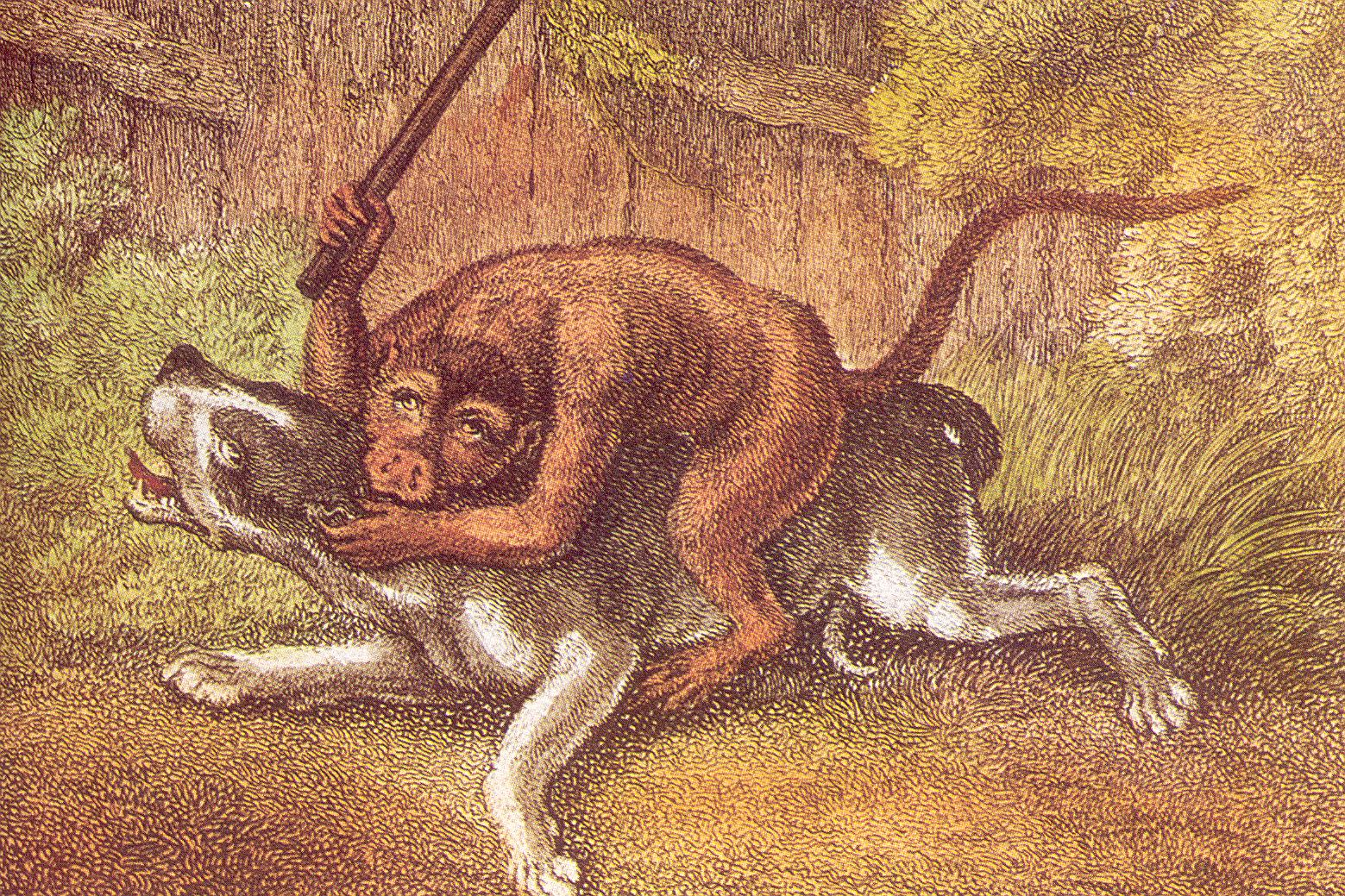
Битва Бульдога і Мавпи
Семюел Говітт
Гравюра, видана 1799

Відомий випадок із журналу Sporting Magazine за 1799 рік:
У Вустері влаштували досить незвичайний бій між двома тваринами. Ставка становила три гінеї, за якою собака вб'є мавпу щонайбільше за шість хвилин. Власник собаки погодився, щоб мавпі дозволили захищатися палицею завдовжки близько фута.
Сотні глядачів зібралися, щоб побачити цей бій, і шанси були вісім, дев'ять і навіть десять до одного на користь собаки, якого ледве вдалося вгамувати до початку поєдинку. Господар мавпи дістав з кишені пальта палицю, близько дванадцяти дюймів завдовжки, кинув її мавпі і сказав:
«Тепер Джеку, уважно, захищайся від собаки!»
Ма'яник заплакав:
— А тепер женься за мавпою!
Він відпустив собаку, і вона кинулася на мавпу, як тигр. Мавпа була напрочуд спритна, підстрибнула на висоту близько трьох футів і, спустившись, приземлилася прямо на спину собаці, міцно вкусила її в шию, схопила рукою ліве вухо свого супротивника, тим самим не даючи собаці повернути голову, щоб вкусити його. У цій абсолютно несподіваній ситуації мавпа почала бити кийком по голові собаки і била з такою силою і невпинно по черепу, що бідолашна тварина голосно скрикнула. Коротше кажучи, череп незабаром розколовся, і мертвого пса винесли з рингу. На щастя, мавпа була лише середнього розміру".
Це цькування мавп надихнуло відомого англійського художника-анімаліста Семюеля Говітта проілюструвати цю історію на гравюрі під назвою «Битва бульдога та мавпи приблизно 1799 року», яка зберегла цю боротьбу для майбутніх поколінь.

## Жакко Макакко
Джако Макако був бійцівською мавпою або мавпою, яку виставляли на мавпячі бої у Вестмінстерській ямі в Лондоні на початку 1820-х років. Він здобув певну популярність серед спортивної громадськості завдяки своїм неймовірним перемогам над собаками. Його описували як попелястого, з чорними пальцями і мордою, і, можливо, його ім'я походить від асоціації з Джеком Тарсом, який привіз його в країну.
Повідомлялося, що Джако важив від 4,5 до 5,5 кілограмів (від 10 до 12 фунтів), і його виставляли проти собак, які вдвічі перевищували його вагу, і ставили від десяти до п'ятдесяти фунтів на те, що собака не протримається і п'яти хвилин.
За словами Вільяма Пітта Леннокса :
Його спосіб нападу, чи радше захисту, полягав у тому, що спочатку він підставляв собаці спину або шию, а потім перевертався і перекидався, доки не міг ухопитися за руку або груди, після чого піднімався до трахеї, дряпав і кусав, що зазвичай займало у нього близько півтори хвилини, і якщо його супротивник не був швидко витягнутий, його смерть була неминучою; Мавпа мала жахливий вигляд, заливаючись кров'ю - але це була кров його супротивника, оскільки міцність і гнучкість її власної шкіри робила її непроникною для зубів пса.

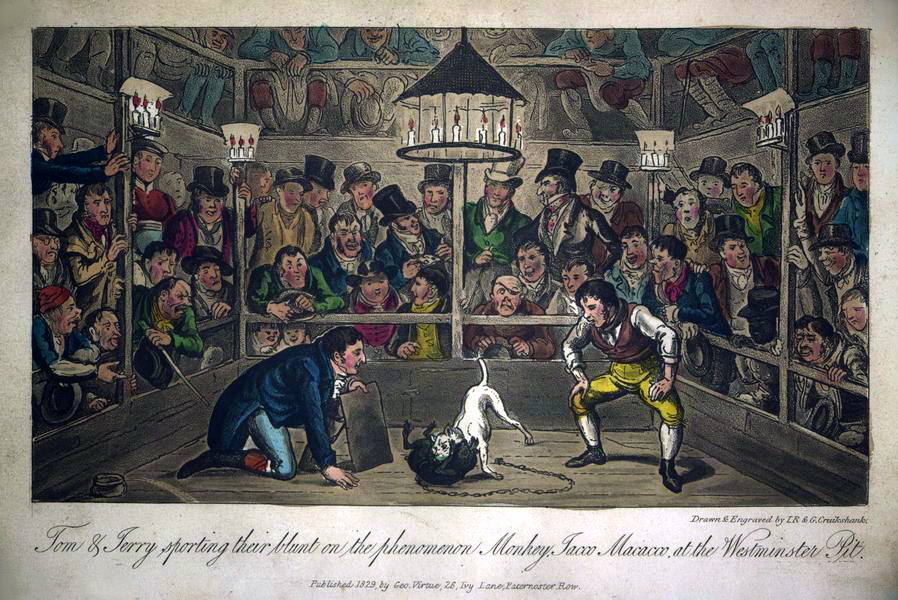
Том і Джеррі розважаються з Мавпою-феноменом Джако Макако в «Вестмінстерській ямі»
Джордж і Айзек Роберт Крукшенк (Джордж Крукшенк and Ісаак Роберт Крукшанк) Гравюра на міді, 1821 рік

Леннокс пише, що після кількох боїв Джако адаптував свою техніку і перемагав своїх собачих супротивників, стрибаючи прямо їм на спину і маневруючи в позиції, де він міг розірвати їхні дихальні шляхи, залишаючись поза досяжністю їхніх щелеп.
Це вигадана розповідь Пірса Ігана з книги «Життя в Лондоні», в якій його герої, Том і Джеррі, відвідують Вестмінстерську яму в 1820 році:

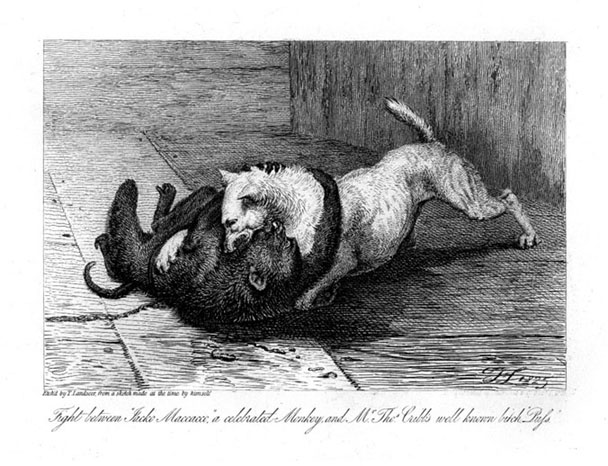
Бій між Джако Макако, знаменитою Мавпою, і містером То. Кріббс, відома сучка Пусc
Едвін Генрі Ландсір
Ілюстрація, 1825

«Собача яма була заповнена за кілька хвилин, і багато людей відвернулися, бурчачи, ніби їх позбавили найкрасивішого видовища у світі. Вони були настільки розчаровані, що не змогли забронювати місця заздалегідь. Тепер Джако Макако був представлений у гарненькій, маленькій клітці, і його вітали криками і свистом глядачів. Він навіть не був достатньо ввічливим, щоб вклонитися на знак подяки за ці знаки схвалення, які були спрямовані на нього одного. На талію Жако одягнули тонкий ланцюг довжиною близько двох метрів, який прикріпили до сталевого кілка і вбили глибоко в землю. Потім його витягли з клітки.
Відразу після цього вивели собаку, і він кинувся прямо на мавпу. Мавпа, однак, перш ніж собака дістався до неї, низько пригнулася, зі спритністю, яка б добре послужила боксерові-призеру, і згорнулася в клубок, щоб витримати силу зіткнення з собакою. Проте собака одразу ж підкопався під нього і перевернув її. Однак у цей момент зуби мавпи, немов пилка, вп'ялися в горло собаки і, немов ніж, розірвали велику рану.

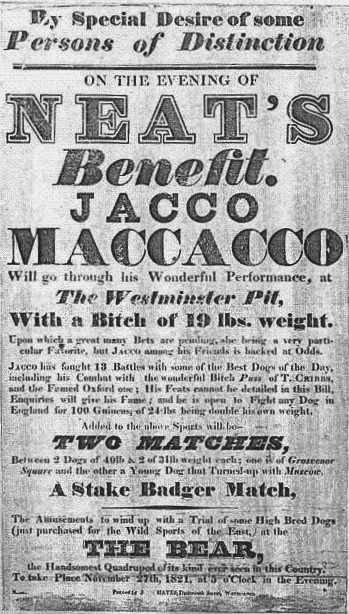
Рекламний аркуш 1821 року для матчу між Жако та 19-фунтовою сукою.

Через велику втрату крові, якої зазнали всі собаки, що билися з Джако Макако, більшість з них незабаром померли. Мавпа дуже рідко отримувала навіть легкі поранення в цих боях. Про неї говорили, що вона мала настільки неймовірно лютий характер, що його господареві здавалося доцільним завжди мати між собою і мавпою сталеву пластину на випадок, якщо мавпа ненароком вкусить його за ноги.
„Що за чудовисько!“ — сказав жирний м'ясник, який сидів з відкритим ротом, з червоним нічним ковпаком на голові, вказуючи на Джако Макако. „Ставлю баранячу ногу на мавпу! Ти міг би вдарити мене, якби я коли-небудь бачив таке в своєму житті. Це справді вражає! Здається, він знищує собак з такою легкістю, ніби десятиліттями тільки й робив, що бився з собаками!“
Подібними цитатами, які лунали з галасливого і збудженого натовпу, можна було б заповнити невеличку книжечку, адже всі захоплювалися „фінішними якостями“ Джако Макако. Одні сміялися, інші дико кричали, а кілька людей постійно підстрибували в якомусь екстазі, стукали палицями по підлозі і дуже нагадували пацієнтів психіатричної лікарні, які вирвалися зі своїх прямих піджаків».
Джакко прикінчив чотирнадцять собак поспіль, але потім йому кинув виклик пес на ім'я Пусс, який мав подібний рекорд. У Пусс була розірвана шия, а Жако відірвало щелепу, і обидва померли незабаром після поєдинку.

## Подальше читання
- Homan, M. (2000). A Complete History of Fighting Dogs. Pg 105—109 Howell Book House Inc. ISBN 1-58245-128-1
- Fleig, D (1996). History of Fighting Dogs. T.F.H. Publications. ISBN 0-7938-0498-1.
- Lennox, Lord William Pitt (1860). Pictures of Sporting Life and Character. London: Hurst and Blackett.